# فيلهلم فيرديناند فورمان
فيلهلم فيرديناند فورمان (بالألمانية: Wilhelm Ferdinand Fuhrmann) (28 فبراير 1833 – 11 يونيو 1904) كان رياضياتيًا ألمانيًا بارزًا في القرن التاسع عشر، عُرف بمساهماته في الهندسة الإقليدية.

## حياته المبكرة والتعليم
وُلد فيلهلم فورمان في 28 فبراير 1833 في ألمانيا، ونشأ في بيئة علمية ساعدت على تنمية اهتمامه بالرياضيات منذ سن مبكرة. التحق بالمدارس الثانوية الكلاسيكية في مقاطعة بروسيا، حيث أظهر تميزًا ملحوظًا في العلوم والرياضيات.
واصل دراسته العليا في إحدى جامعات ألمانيا المتخصصة في الرياضيات، حيث ركّز على الهندسة الإقليدية والإنشاءات الهندسية الكلاسيكية، وبدأ ينشر مقالات علمية في الدوريات المتخصصة في النصف الثاني من القرن التاسع عشر.

## إسهاماته العلمية
ارتبط اسمه بعدد من الإنشاءات الهندسية المهمة، ومن أبرز ما يُنسب إليه:
- دائرة فورمان (Fuhrmann Circle)
- مثلث فورمان (Fuhrmann Triangle)

وتُعد هاتان البُنيتان الهندسيتان موضوعًا متكررًا في الدراسات المتقدمة في الهندسة المستوية، وقد سُمّيتا باسمه تقديرًا لإسهاماته الدقيقة والمبتكرة في هذا المجال.

## المؤلفات والمساهمات التعليمية
ألّف فيلهلم فورمان عددًا من المقالات والدراسات التي نُشرت في المجلات الرياضية الألمانية خلال أواخر القرن التاسع عشر، وقد ركزت أبحاثه بشكل خاص على مفاهيم الهندسة المستوية والبنى المرتبطة بالمثلثات والدوائر.
ساهم أيضًا في تطوير مناهج تعليم الرياضيات في المدارس الثانوية الألمانية، واعتُبر من الأصوات المؤثرة في الدعوة إلى تبسيط المفاهيم الهندسية المعقدة للطلبة، دون التفريط في الدقة العلمية.
تُدرّس بعض إنجازاته حتى اليوم ضمن المساقات الجامعية المتعلقة بالهندسة الإقليدية.